# The Splendid Sinner
The Splendid Sinner er en amerikansk stumfilm fra 1918 af Edwin Carewe.

## Medvirkende
- Mary Garden - Dolores Farqis
- Hamilton Revelle - Hugh Maxwell
- Anders Randolf - Rudolph Von Zorn
- Hassan Mussalli
- Henry Pettibone